# Plocama thymoides
Plocama thymoides es una especie de planta fanerógama de la familia Rubiaceae. Es un endemismo de Socotra en Yemen.

## Taxonomía
Plocama thymoides fue descrito por (Balf.f.) M.Backlund & Thulin y publicado en Taxon 56: 325. 2007.
Sinonimia
- Gaillonia thymoides Balf.f.
- Neogaillonia thymoides (Balf.f.) Lincz.[3]